# Oloptum miliaceum
Piptatherum miliaceum · Faux Millet, Piptathère faux-Millet
Espèce
Synonymes
- Achnatherum miliaceum (L.) P. Beauv.[2]
- Achnatherum miliaceum (L.) P.Beauv.[3]
- Agrostis berica Steud.[3]
- Agrostis comosa Poir.[3]
- Agrostis dispar Steud.[3]
- Agrostis graeca Sibth.[3]
- Agrostis miliacea L.[3] [2]
- Agrostis oseroensis Seenus[3]
- Agrostis sepium L.[3]
- Milium arundinaceum Sm.[3]
- Milium comosum Poir.[3]
- Milium frutescens Link[3]
- Milium gaditanum Steud.[3]
- Milium microspermum Hornem.[3]
- Milium pauciflorum Trin.[3]
- Milium thomasii Duby[3]
- Nassella multiflora (Cav.) Druce[3]
- Oloptum miliaceum (L.) Röser & H. R. Hamasha[3]
- Oryzopsis miliacea (L.) Asch. & Schweinf.[3]
- Oryzopsis miliacea (L.) Benth. & Hook. f. ex Aschers. & Schweinf.[2]
- Oryzopsis pauciflora Bég. & Vacc.[3]
- Oryzopsis thomasii (Duby) P.Silva[3]
- Piptatherum comosum (Poir.) Roem. & Schult.[3]
- Piptatherum frutescens Schult.[3]
- Piptatherum miliaceum subsp. miliaceum[3]
- Piptatherum miliaceum (L.) Coss.[2]
- Piptatherum thomasii (Duby) Kunth[3]
- Piptatherum verticillatum Vayr.[3]
- Stipa miliacea (L.) Hoover[3] [2]
- Urachne comosa B.D.Jacks.[3]
- Urachne frutescens Link[3]
- Urachne miliacea (L.) K. Koch[2]
- Urachne miliacea (L.) K.Koch[3]
- Urachne parviflora Trin.[3]
- Urachne thomasii (Duby) Steud.[3]

Statut de conservation UICN

 LC  : Préoccupation mineure
Oloptum miliaceum, le Piptathère faux-Millet ou simplement Faux Millet, est une plante herbacée méditerranéenne de la famille des Poaceae.

## Statuts de protection
L'espèce n'est pas encore évaluée à l'échelle mondiale et européenne par l'UICN. En France elle est classée comme non préoccupante .